# 尤爾希米亞爾維湖
尤爾希米亞爾維湖是俄羅斯西北部的大型淡水湖，位於摩爾曼斯克州內的科拉半島西南部，鄰近與芬蘭接壤邊境，海拔249米，長1.75公里、闊1公里，面積57.8平方公里，湖水流入武奧斯納約基河。